# سلطان الغامدی
سلطان الغامدی (انگلیسی: Sultan Al-Ghamdi؛ زادهٔ ۲۰ مارس ۱۹۹۲) یک ورزشکار اهل عربستان سعودی است.
از باشگاه‌هایی که در آن بازی کرده‌است می‌توان به باشگاه فوتبال الاهلی عربستان سعودی و باشگاه فوتبال التعاون عربستان سعودی اشاره کرد.